# Roztoki (Pomerania Occidental)
Roztoki [rɔsˈtɔki] (en alemán: Wedellshof) es un asentamiento en el distrito administrativo de Gmina Drawsko Pomorskie, dentro del distrito de Drawsko, voivodato de Pomerania Occidental, en el noroeste de Polonia. Se encuentra aproximadamente 6 kilómetros al norte de Drawsko Pomorskie y 84 kilómetros al este de la capital regional, Szczecin.
Hasta 1945 el área era parte de Alemania. Para la historia de la región, véase historia de Pomerania.